# Hong Kong ai Giochi della XXIII Olimpiade
Hong Kong partecipò ai Giochi della XXIII Olimpiade, svoltisi a Los Angeles, Stati Uniti, dal 28 luglio al 12 agosto 1984, con una delegazione di 47 atleti impegnati in dieci discipline.